# Cetatea Wildenstein (Leibertingen)
Cetatea Wildenstein se află deasupra defileului Dunării la traversarea munților Schwäbische Alb. Cetatea aparține de comuna Leibertingen din landul Baden-Württemberg, Germania. Starea în care se află în prezent este aproape neschimbată din perioada 1514–1554 când a fost modificată dintr-o fortăreață și adusă la înfățișarea actuală de Gottfried Werner von Zimmern. Cetatea principală și cea exterioară se află izolată pe stânci, fiind accesibilă numai prin intermediul podurilor existente. Șanțul de apărare care înconjoară cetatea are o lățime și o adâncime de 20 de m. În cetate se află expuse picturi din perioada renașterii (anii 1538–1540) care prezintă numeroase ghirlande de flori și motive cu păsări.

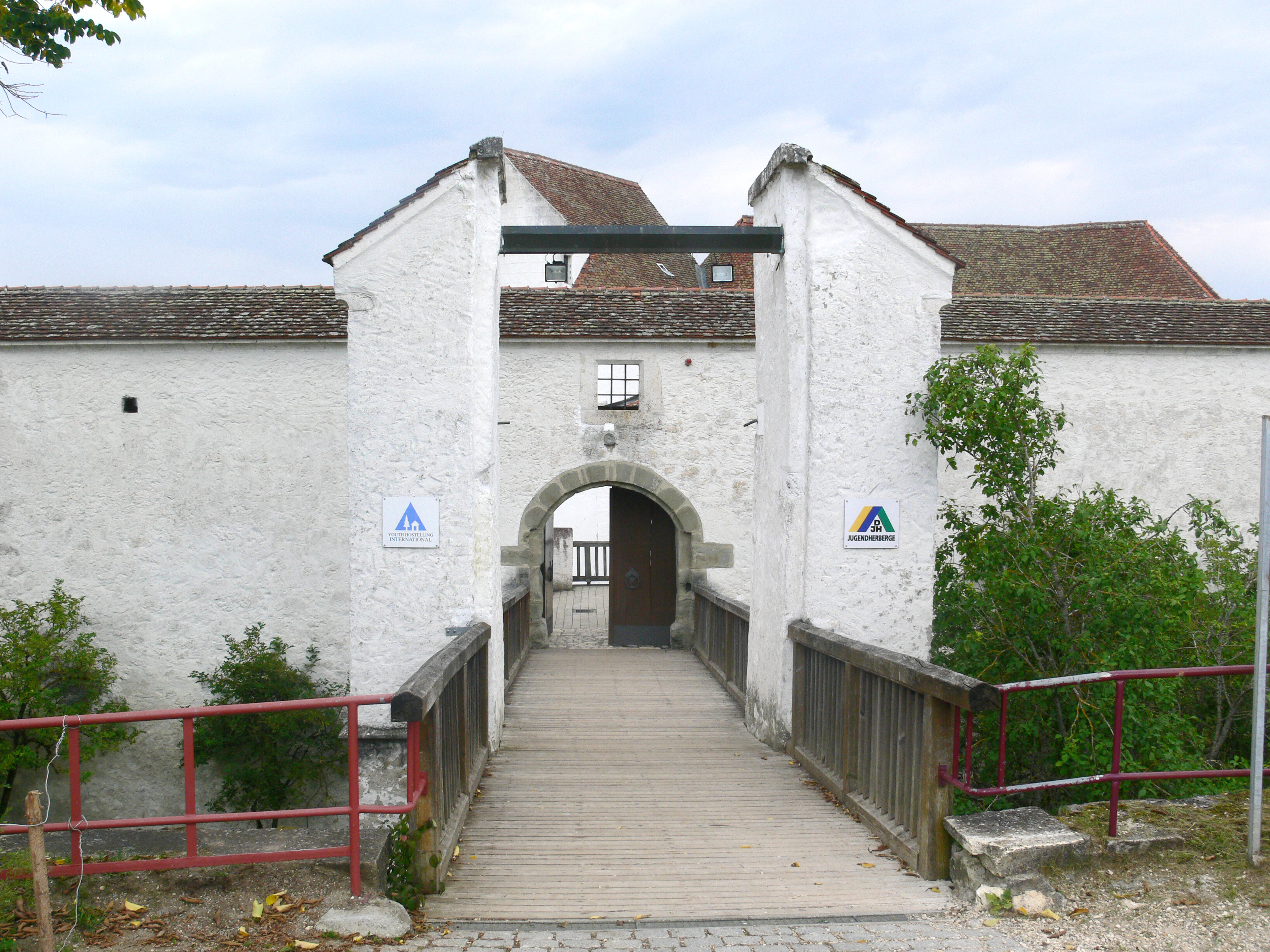
Poarta cetății